# المتحف الأثري في باروس
المتحف الأثري في باروس (بالإنجليزية: Archaeological Museum of Paros)‏ هو متحف يقع في باريكيا في باروس،اليونان. تأسس المتحف عام 1960 ويتكون من غرفتين وردهة.

## خطة المتحف
تحتوي الغرفة "أ" على منحوتات قديمة وكلاسيكية، بينما تحتوي الغرفة "ب" على فخاريات ومنحوتات واكتشافات صغيرة من العصر الحجري الحديث إلى العصر الروماني. بينما تحتوي الردهة على منحوتات وأجزاء معمارية وجرار وأرضية فسيفساء من العصر الروماني.

## المعروضات البارزة
- رخام باريان (الجزء الأقصر من قاعدة الشاهدة).
- مقلاة السيكلادية.
- تمثال جورجون باروس الرخامي (القرن السادس قبل الميلاد).
- سيدة سالاجوس السمينة؛ أقدم تمثال سيكلادي معروف.
- نايكي باروس؛ تصوير كلاسيكي مبكر لشركة نايكي بالرخام.
- أمفورا كبيرة (القرن السابع قبل الميلاد).

## معرض الصور

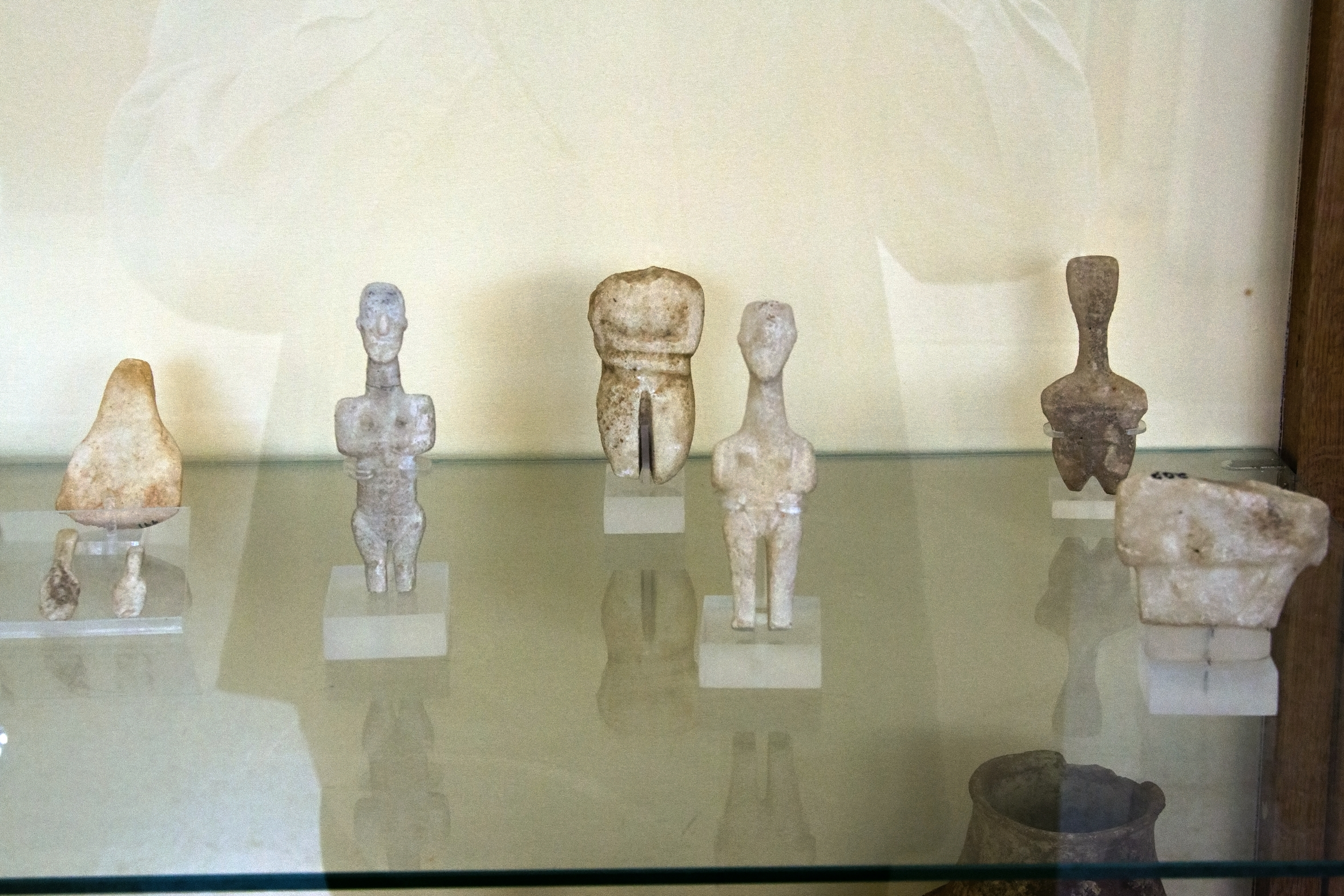
تماثيل وخزفيات.
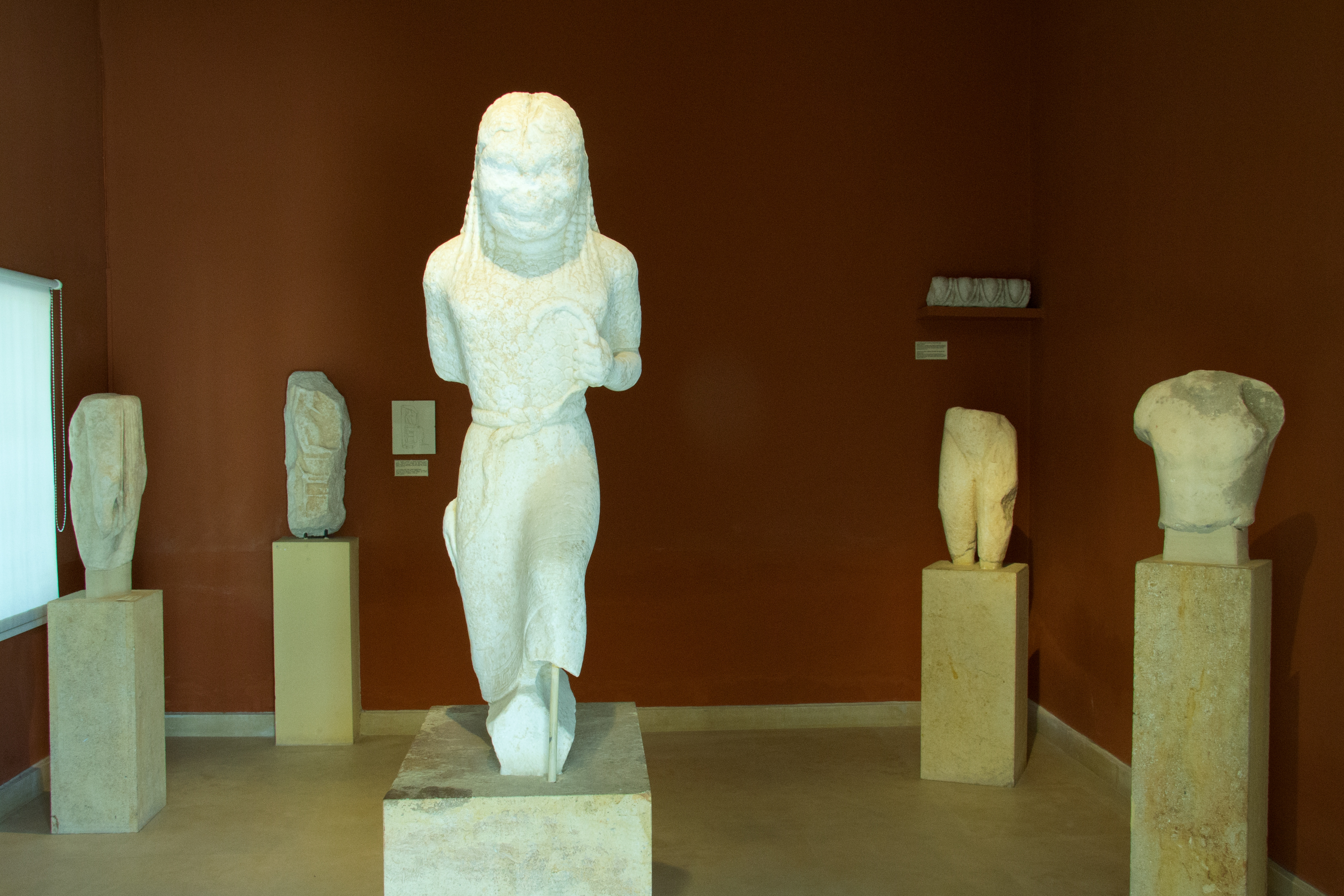
تماثيل.
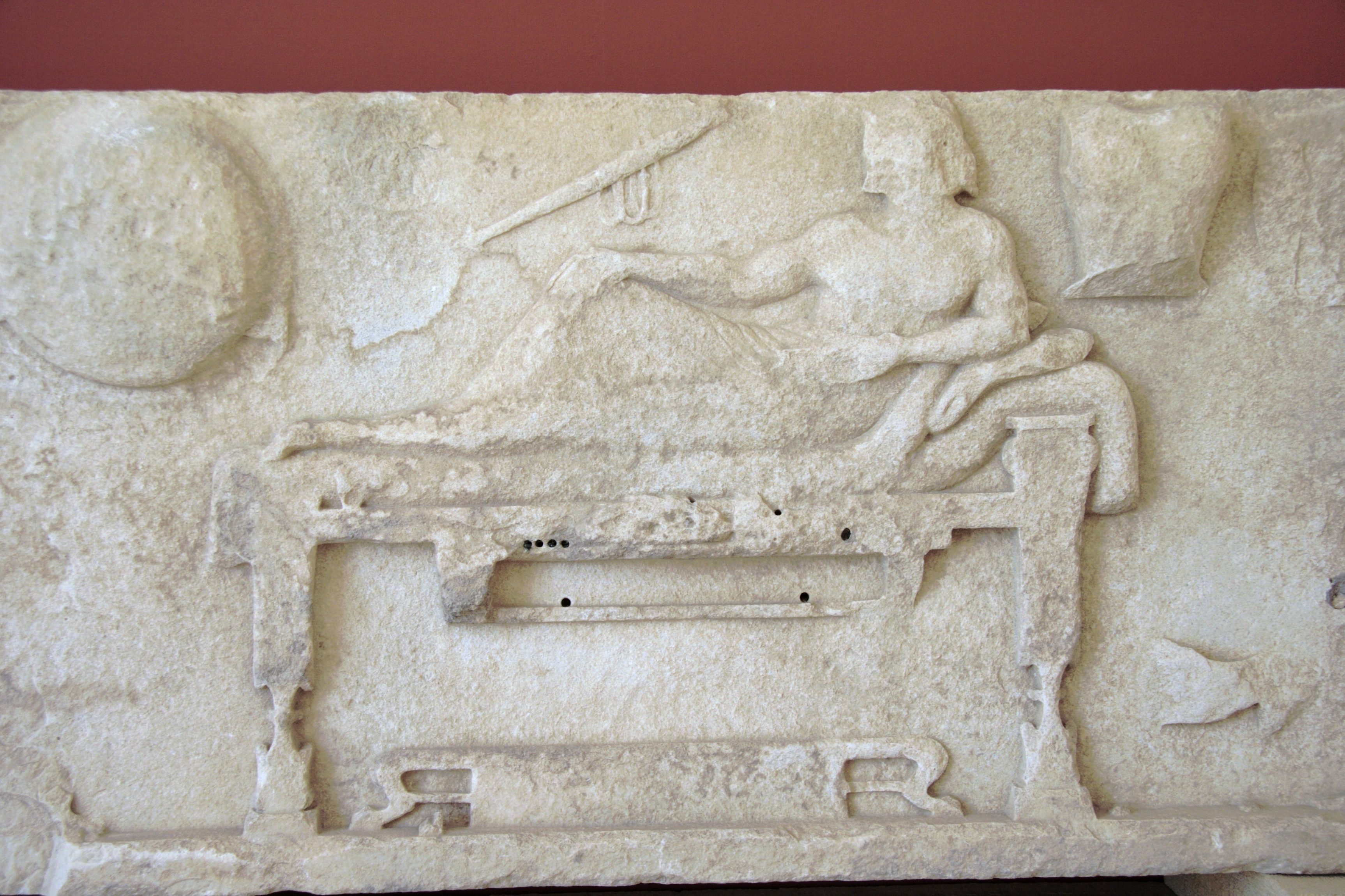
منحوتات.
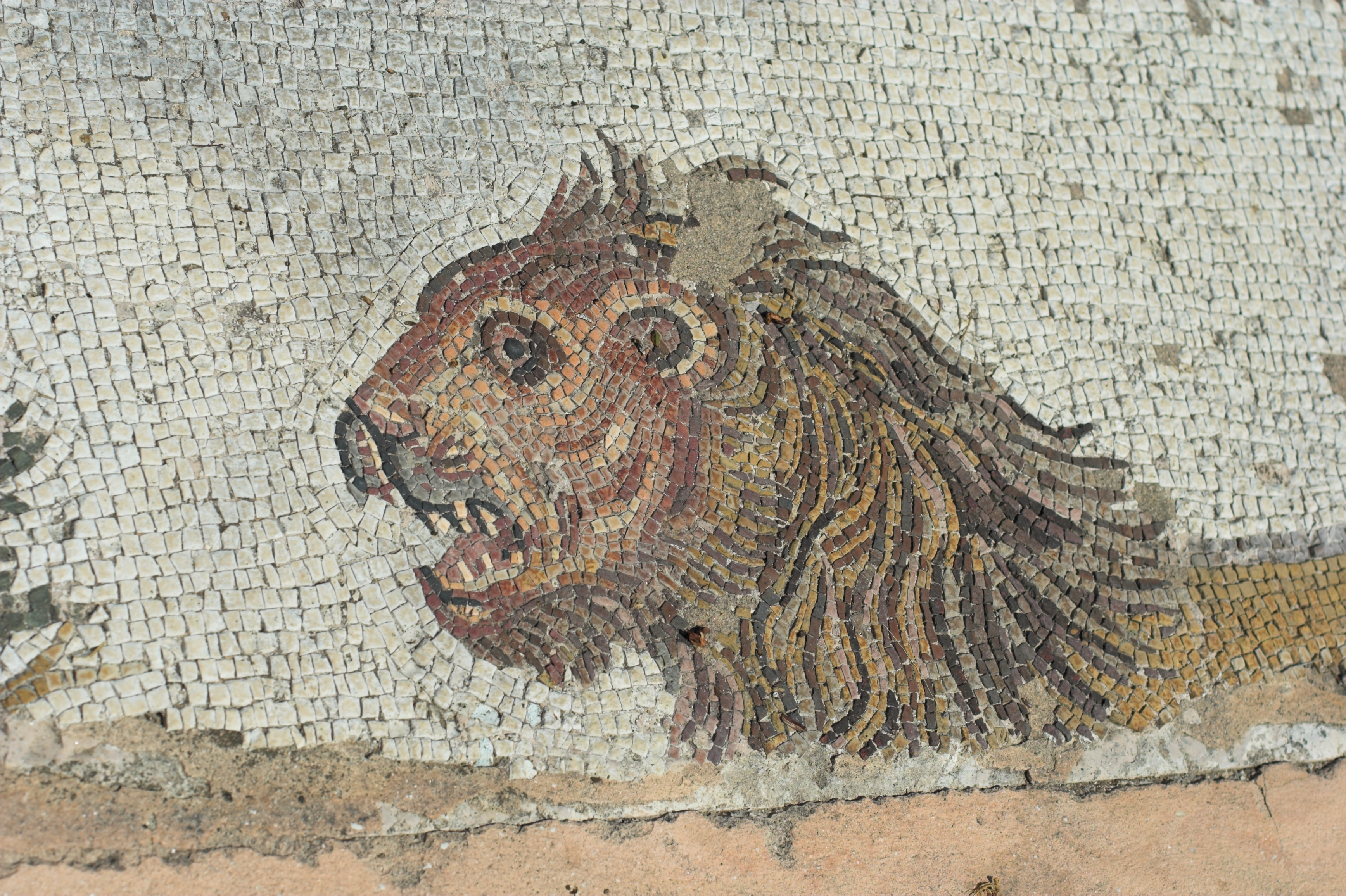
فسيفساء.
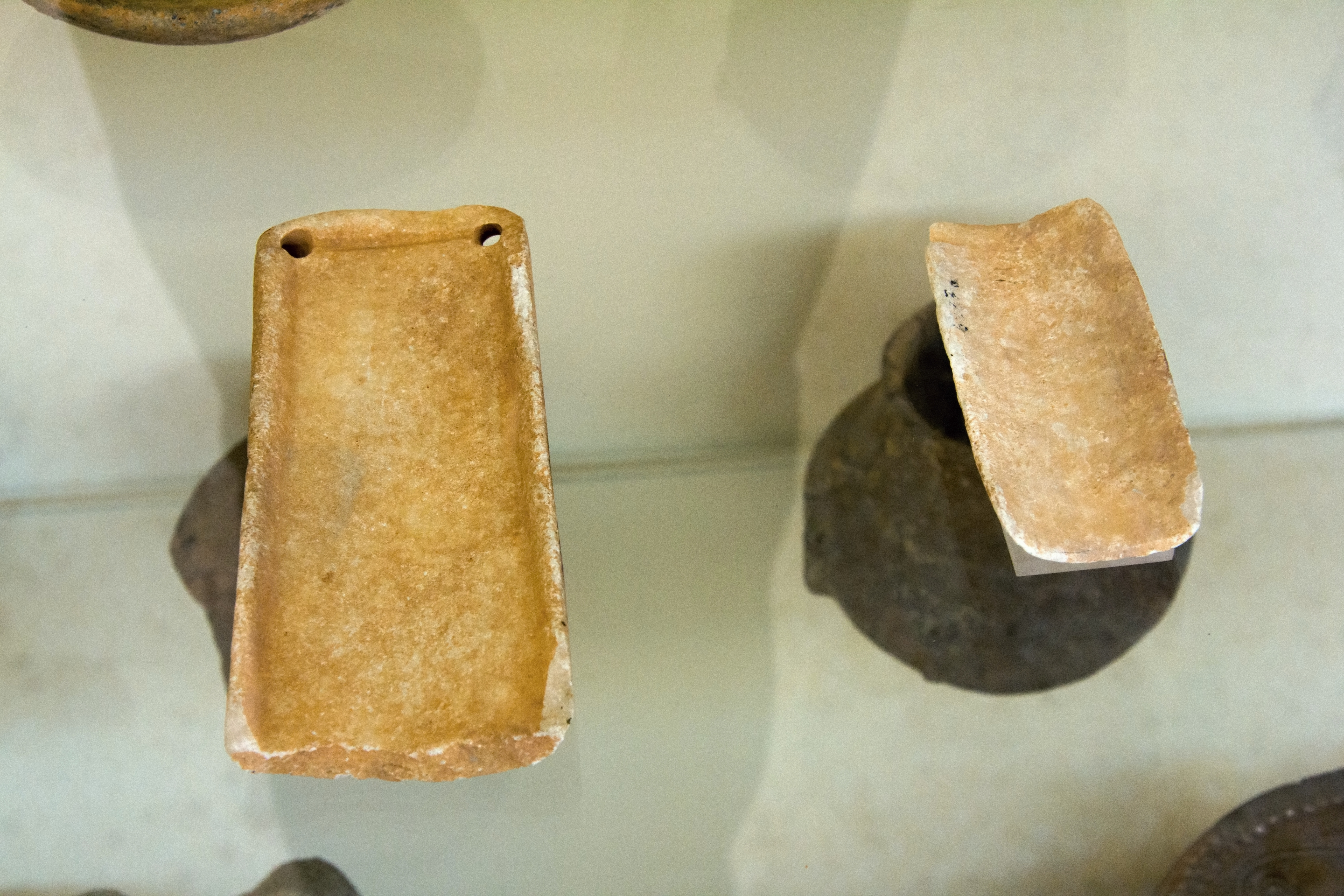
خزفيات.
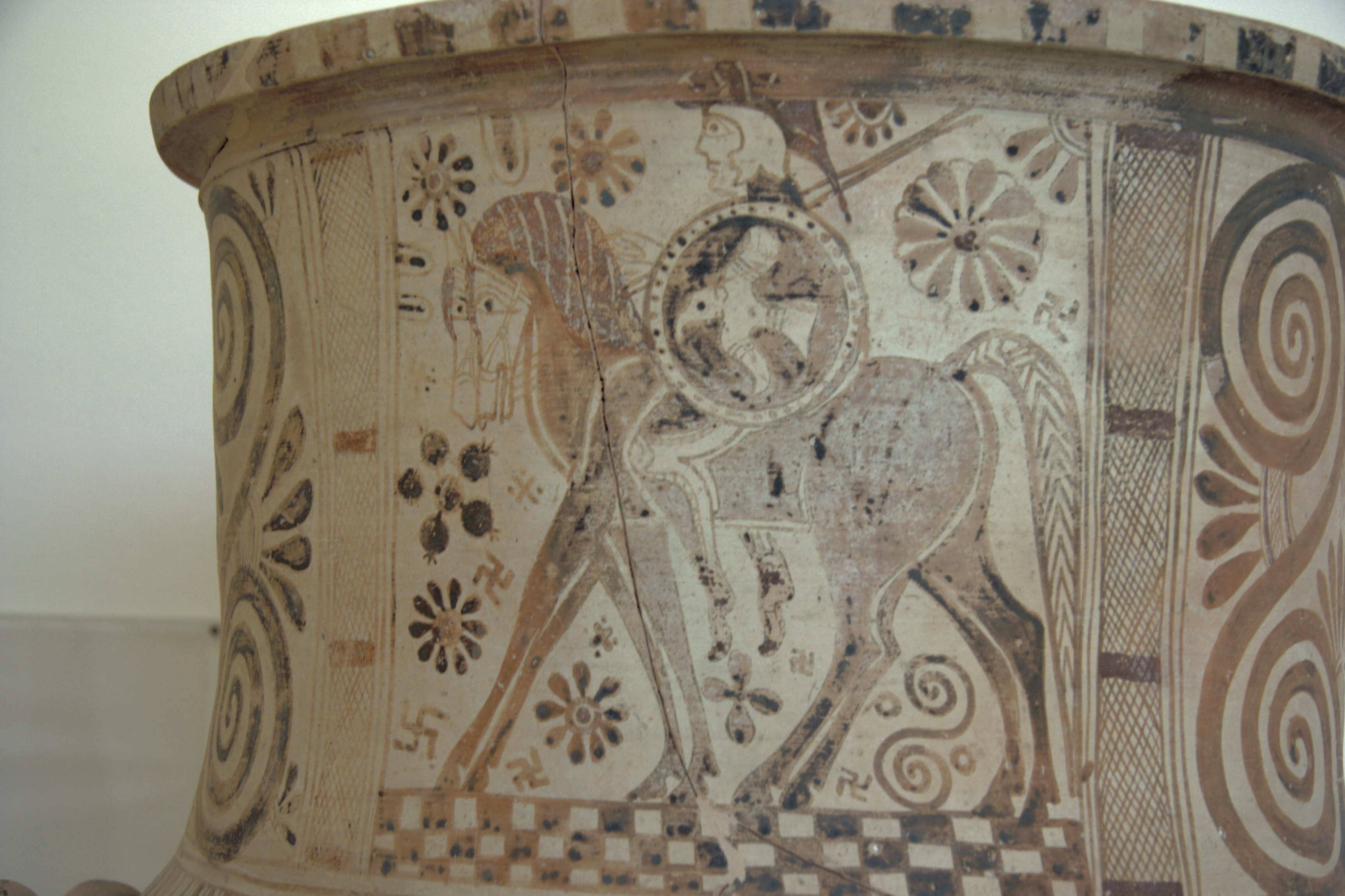
خزف وفخار.
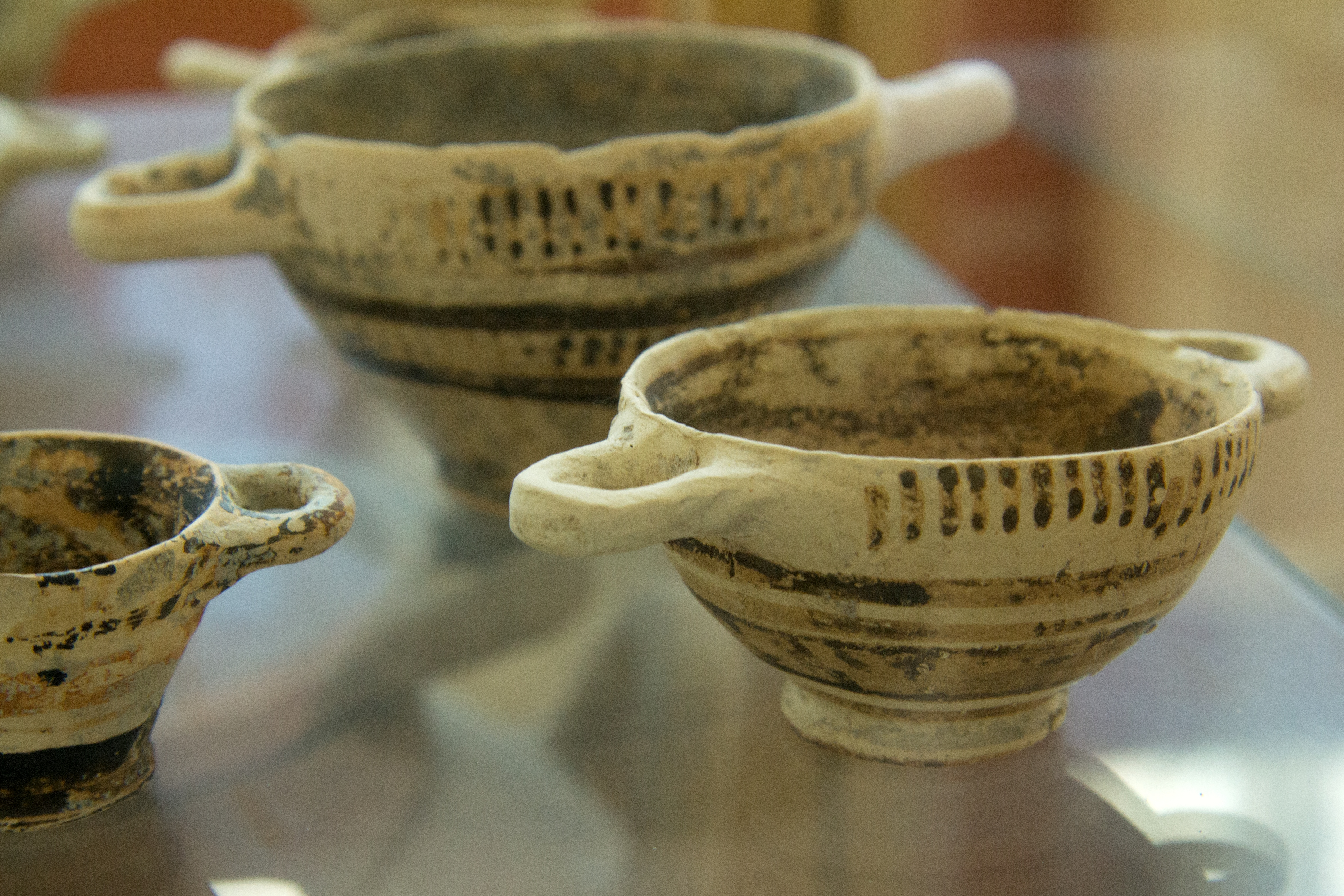
خزفيات.

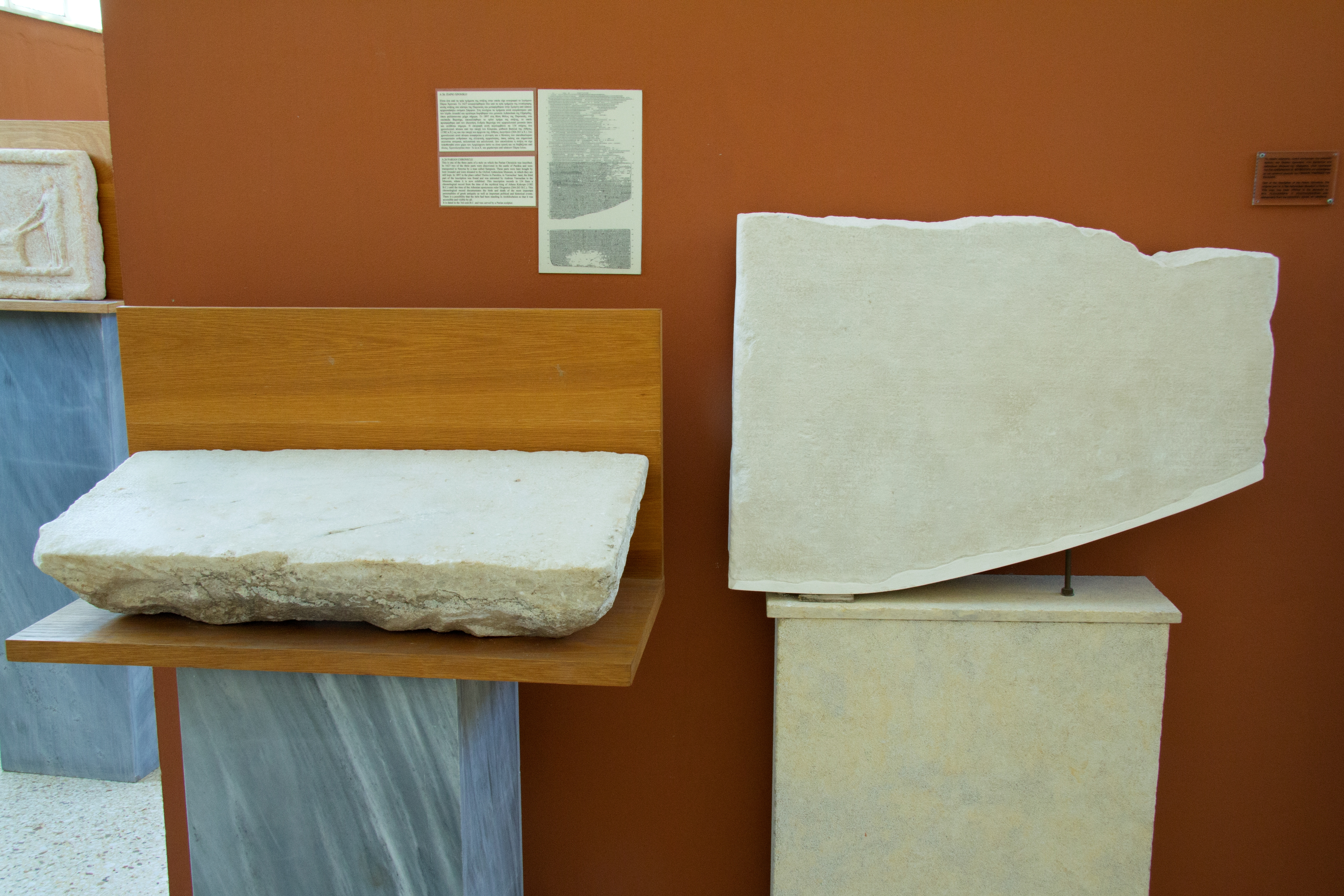
رخام باريان.
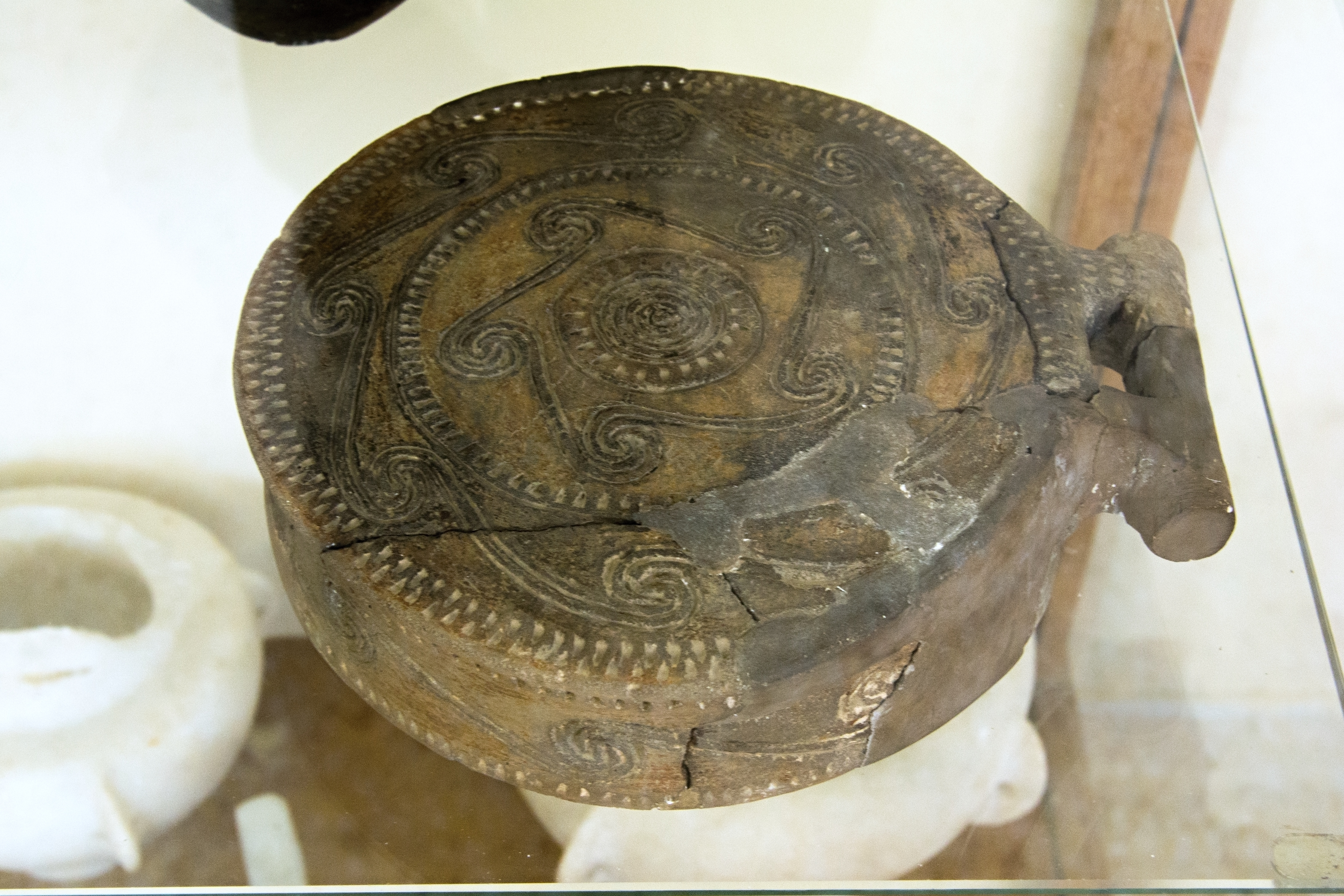
مقلاة سيكلاديك.
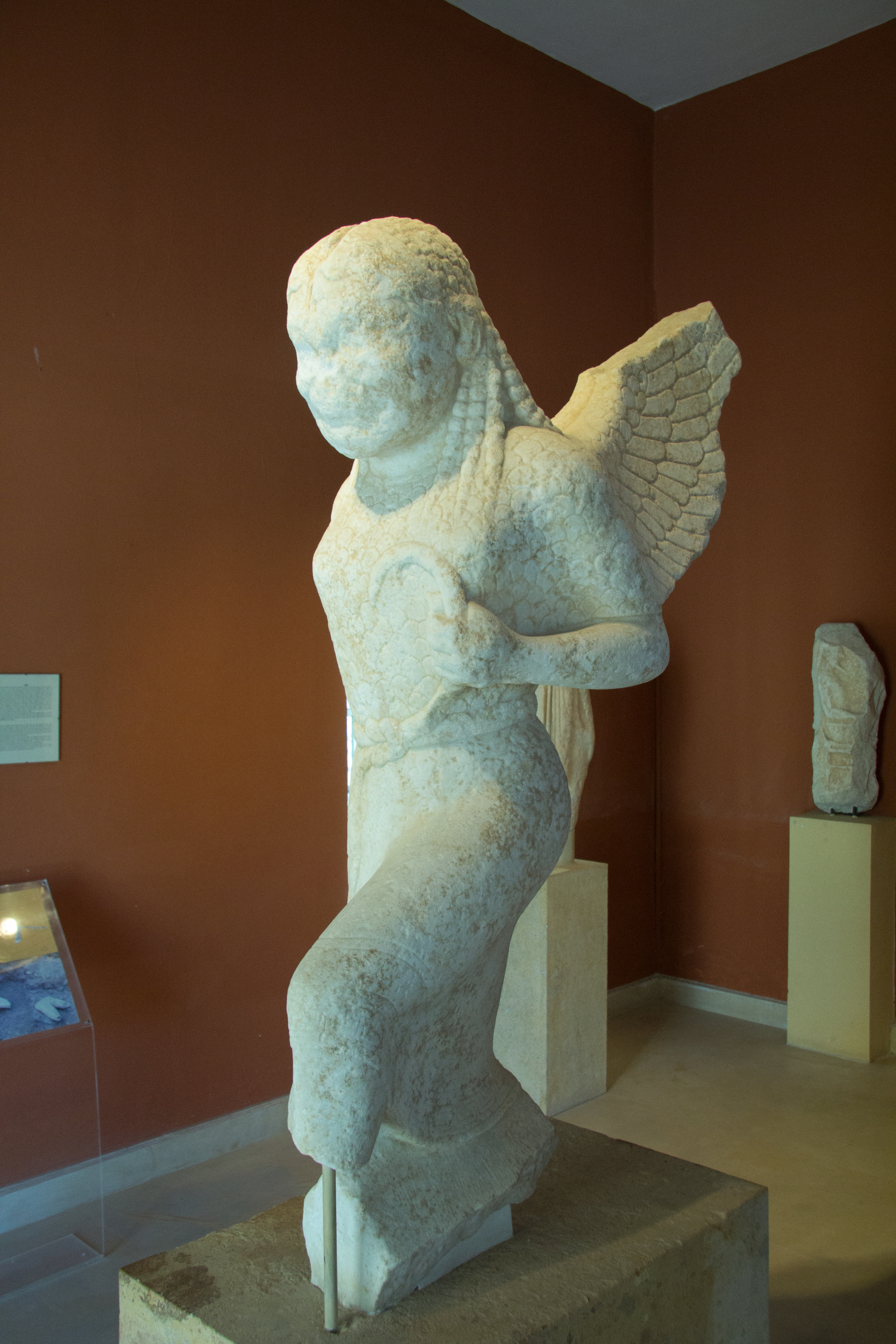
جورجون باروس.
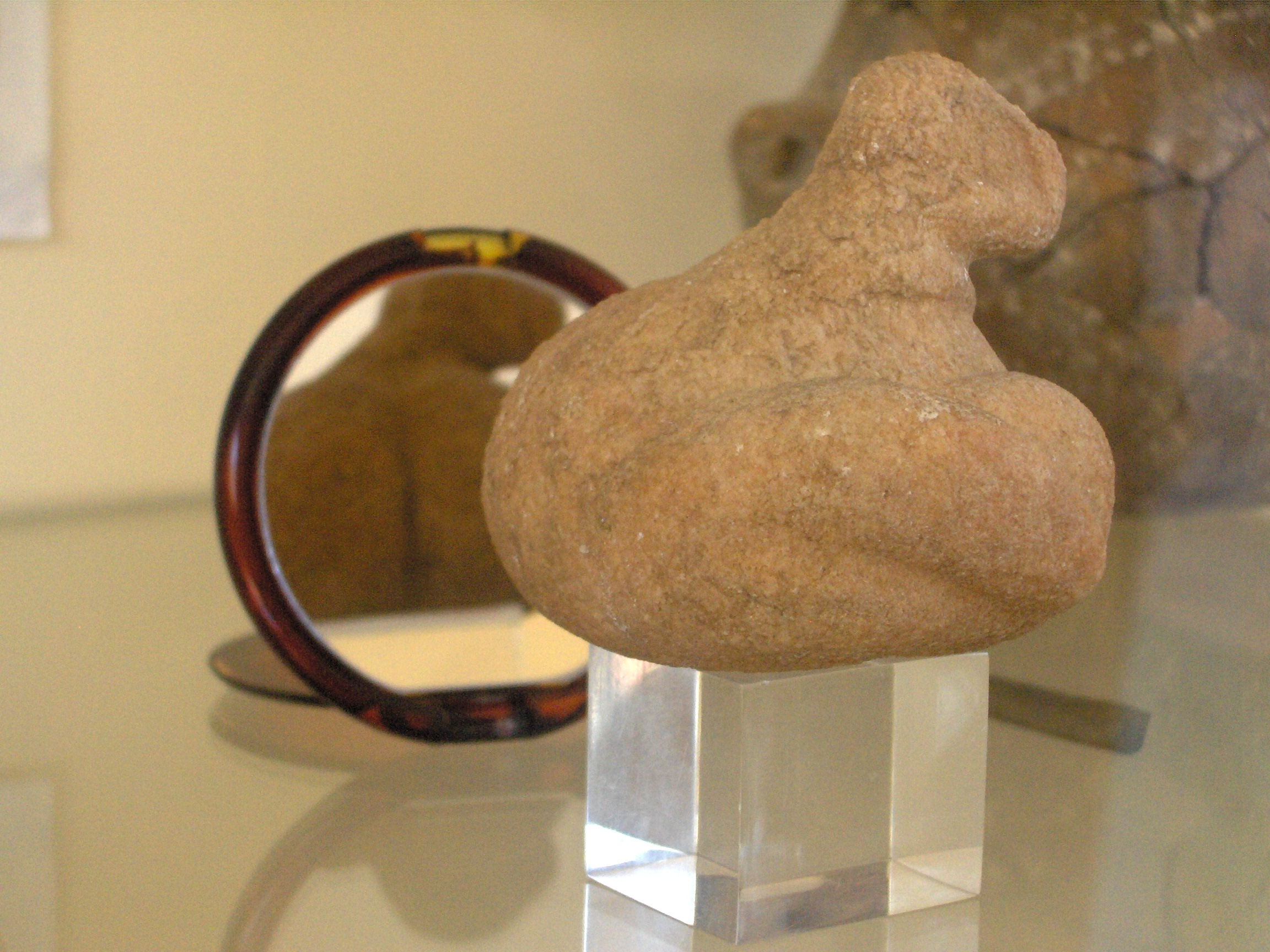
سيدة سالاجوس السمينة.
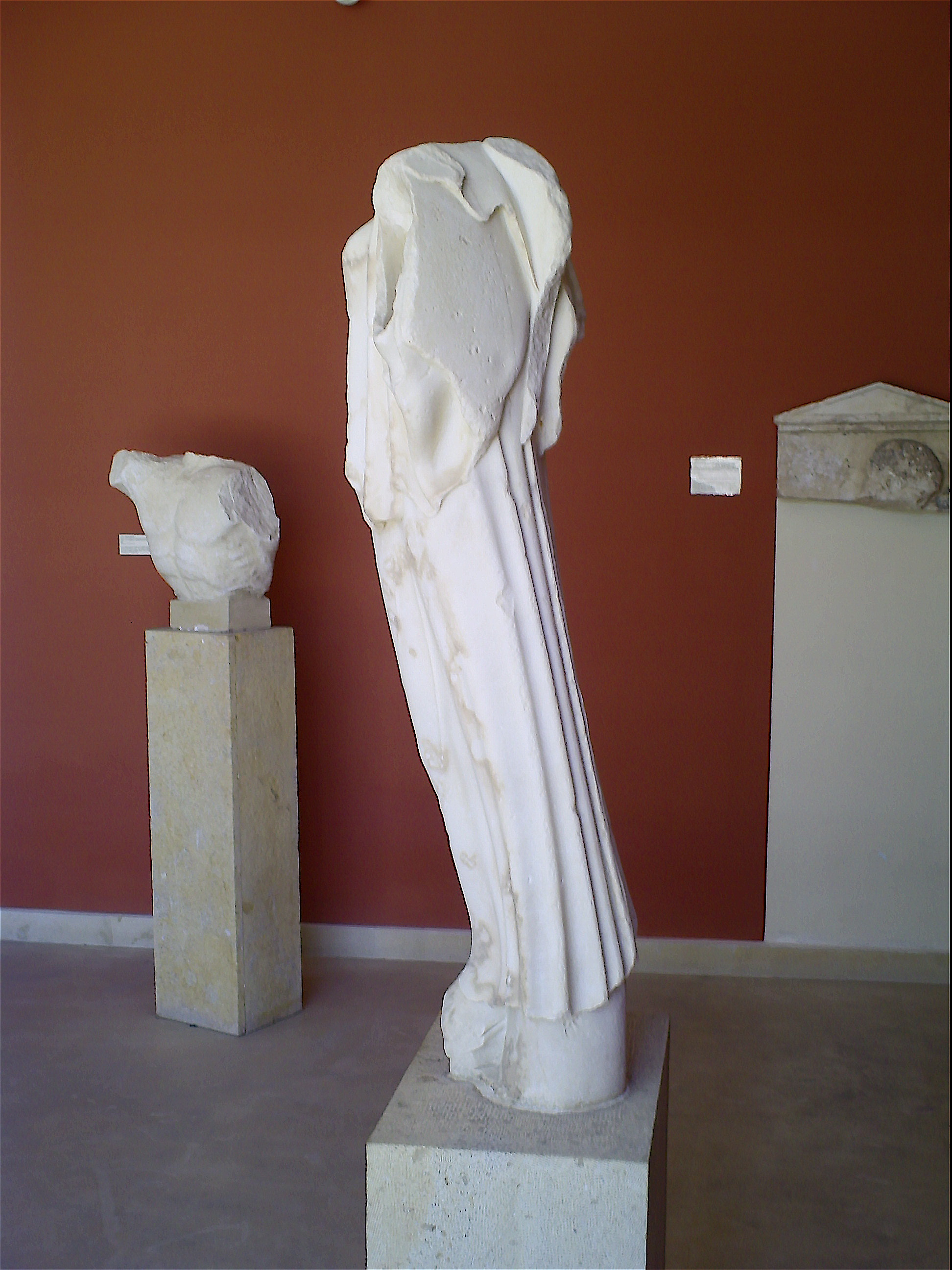
نايكي باروس.
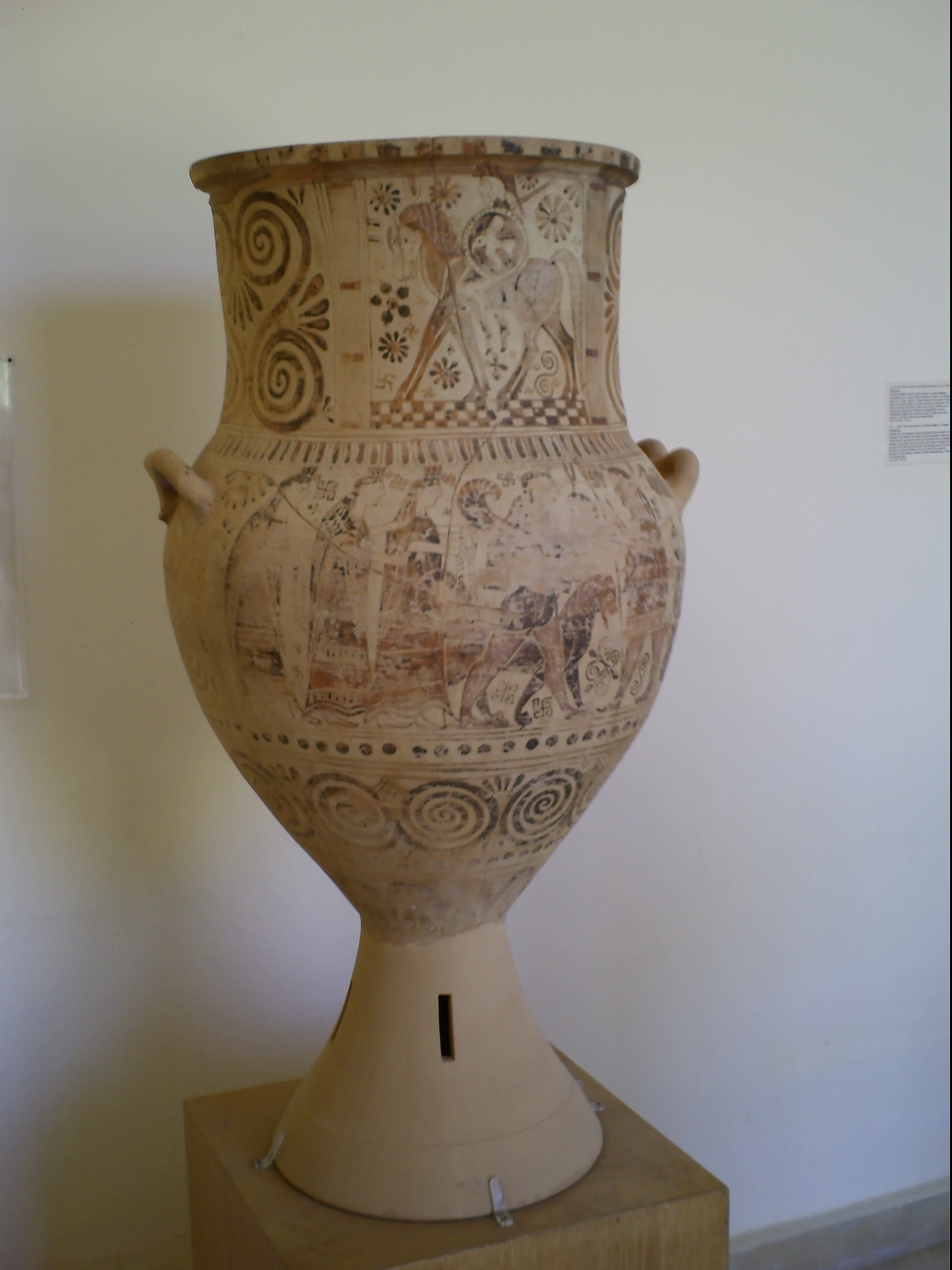
أمفورا كبيرة، السابع قبل الميلاد.

## روابط خارجية
- متحف باروسويب الأثري في باروس.